# 熊本市立千原台高等学校
熊本市立千原台高等学校（くまもとしりつ ちはらだいこうとうがっこう）は、熊本県熊本市西区島崎二丁目にある市立高等学校。
校名の「千原台」は、所在地の旧地名であった飽田郡島崎村千原に因む。千原台原産のサクラであるチハラザクラの保存普及のため、校内植樹も行っている。
熊本市が設置する高校としては、本校の他に母体校の必由館高校（旧・熊本市立高校）がある。

## 沿革
- 1957年（昭和32年） - 男子のみの熊本市立高等学校商業科として創立。
- 1959年（昭和34年） - 熊本市立商業高等学校として分離独立。
- 1964年（昭和39年） - 現在地に校舎を移転する。
- 1974年（昭和49年） - 男女共学となる。
- 1988年（昭和63年） - 情報処理科設置。
- 2000年（平成12年） - 熊本市立商業高等学校から熊本市立千原台高等学校に名称変更。商業科を廃止し、情報科と普通科を設置。
- 2007年（平成19年）
  - 11月1日 - 創立50周年記念式典挙行。
  - 12月23日 - 京都で行われた全国高校駅伝女子の部で全国2位の成績。
- 2009年（平成21年）
  - 11月7日 - 熊本県高校駅伝競走大会の女子の部で2年ぶりに優勝。
  - 12月20日 - 京都で行われた第21回全国高校駅伝女子の部で全国5位の成績。
- 2014年（平成26年） 10月22日 - 新校舎第Ⅰ期工事竣工記念式典挙行[1]。
- 2017年（平成29年）11月 - 創立60周年記念式典挙行。
- 2023年（令和5年）- 健康スポーツ探究科と情報ビジネス探究科に学科改編。

## 著名な卒業生
- 岩本真典 - 元ハンドボール選手
- 東直明 - 元ハンドボール選手
- 千々波英明 - ハンドボール選手
- 藤本純季 - ハンドボール選手
- 岩下祐太 - ハンドボール選手
- 原田大夢 - ハンドボール選手
- 相木崇 - 元プロ野球選手
- 荒木翔太 - プロ野球選手
- かめきち - ローカルタレント
- 手柴敦子 - 女子競輪選手
- 清水玲子 - 漫画家
- 八木崇(うるとらブギーズ) - 芸人

## 教諭による体罰問題
同校の男子陸上部監督の男性教諭（37）が2018年7月ごろから19年10月までの間に部員13人に対して馬乗りになって拳で殴ったり傘で叩いたりしたとして、計35件の暴行を加えた。うち8人は頭から流血するなどの怪我をした。同高の教職員は暴行の事実を知っていながら、黙認していたとされる。